# Quotation Board
Das Quotation Board ist ein privatrechtlich geregeltes Börsensegment der Börse Frankfurt. Es umfasst Anleihen, die in Frankfurt nur im Freiverkehr notiert sind, und Aktien die an mindestens einem anderen Börsenplatz jedoch in einem regulierten Markt gehandelt werden. Das Quotation Board ist neben dem Basic Board und dem Scale eines der drei „Transparenzsegmente“ mit erhöhten Zulassungsvoraussetzungen im Frankfurter Open Market.

## Geschichte
2008 richtete die Frankfurter Börse die beiden neuen Freiverkehrssegmente First Quotation Board und Second Quotation Board ein. Ersteres umfasste Wertpapiere, die nur im Freiverkehr notiert sind, Letzteres diejenigen Wertpapiere, die an einem anderen Börsenplatz auch reguliert gehandelt werden. Wegen einer anhaltenden Serie von Betrugsfällen wurden die Regeln für das First Quotation Board zunächst mehrfach verschärft; rund 100 von 300 Teilnehmern verließen daraufhin die Börse. Schließlich wurde es 2012 ganz eingestellt und das Second Quotation Board in Quotation Board umbenannt.
Die Neuordnung des Open Market im März 2017 hatte keinen Einfluss auf das Quotation Board.

## Teilnehmer
Stand 14. Juni 2017 sind nach Angabe der Börse Frankfurt die folgenden zwei Aktien im Quotation Board notiert:
- der deutsche Sägeblatthersteller Greiffenberger AG
- der kanadische Real-Estate-Investment-Trust Dream Global

Daneben sind auch Anleihen und Fondsanteile im Quotation Board gelistet.